# Andrea Meneghini
Andrea Meneghini (Padova, 8 febbraio 1806 – Padova, 21 novembre 1870) è stato un politico italiano, sindaco di Padova e Deputato del Regno d'Italia.

## Biografia
Nato a Padova, ne è stato sindaco dal 1866 al 1870 per nomina governativa. Inoltre dal 1861 al 1865 è stato Deputato del Regno d'Italia.